# آرتور جی استنلی
آرتور جی استنلی (انگلیسی: Arthur J. Stanley; ۲۶ ژوئن ۱۸۵۳ – ۱۶ ژوئیهٔ ۱۹۳۵) بازیکن فوتبال اهل بریتانیا بود.
از باشگاه‌هایی که در آن بازی کرده‌است می‌توان به باشگاه فوتبال واندررز اشاره کرد.